# Żydowski Demokratyczny Blok Ludowy

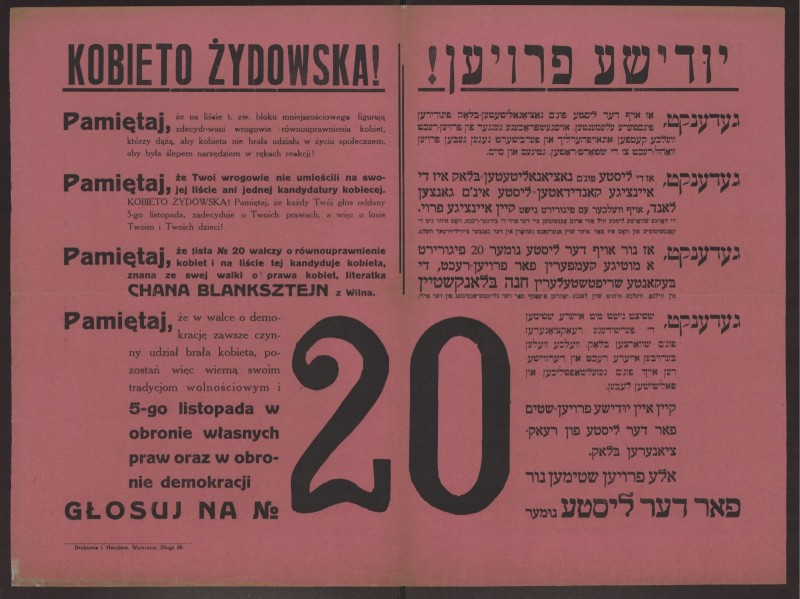
Wymierzona częściowo w BMN ulotka zachęcająca kobiety żydowskie do głosowania 5 listopada 1922 r. na Chanę Blanksztejn i listę nr 20 (tekst po polsku i w jidysz).

Żydowski Demokratyczny Blok Ludowy – komitet wyborczy żydowskiej, fołkistowskiej Partii Ludowej, utworzony przed wyborami parlamentarnymi w sierpniu 1922 roku w opozycji do Bloku Mniejszości Narodowych.
Na kandydatów zgłoszonych przez komitet (lista nr 20) oddano łącznie 51 tys. głosów, co pozwoliło fołkistom wprowadzić do Sejmu RP jednego posła: Noacha Pryłuckiego. Nie powiodła się m.in. reelekcja Samuela Hirszhorna oraz promocja sufrażystki Chany Blanksztejn.